# Tridenchthonius africanus
Espèce
Synonymes
- Ditha africana Beier, 1931

Tridenchthonius africanus est une espèce de pseudoscorpions de la famille des Tridenchthoniidae.

## Distribution
Cette espèce est endémique de Tanzanie.

## Étymologie
Son nom d'espèce lui a été donné en référence au lieu de sa découverte, l'Afrique.

## Publication originale
- Beier, 1931 :  Zur Kenntnis der Chthoniiden (Pseudoskorpione). Zoologischer Anzeiger, vol. 93, p. 49-56.